# منجم باشي

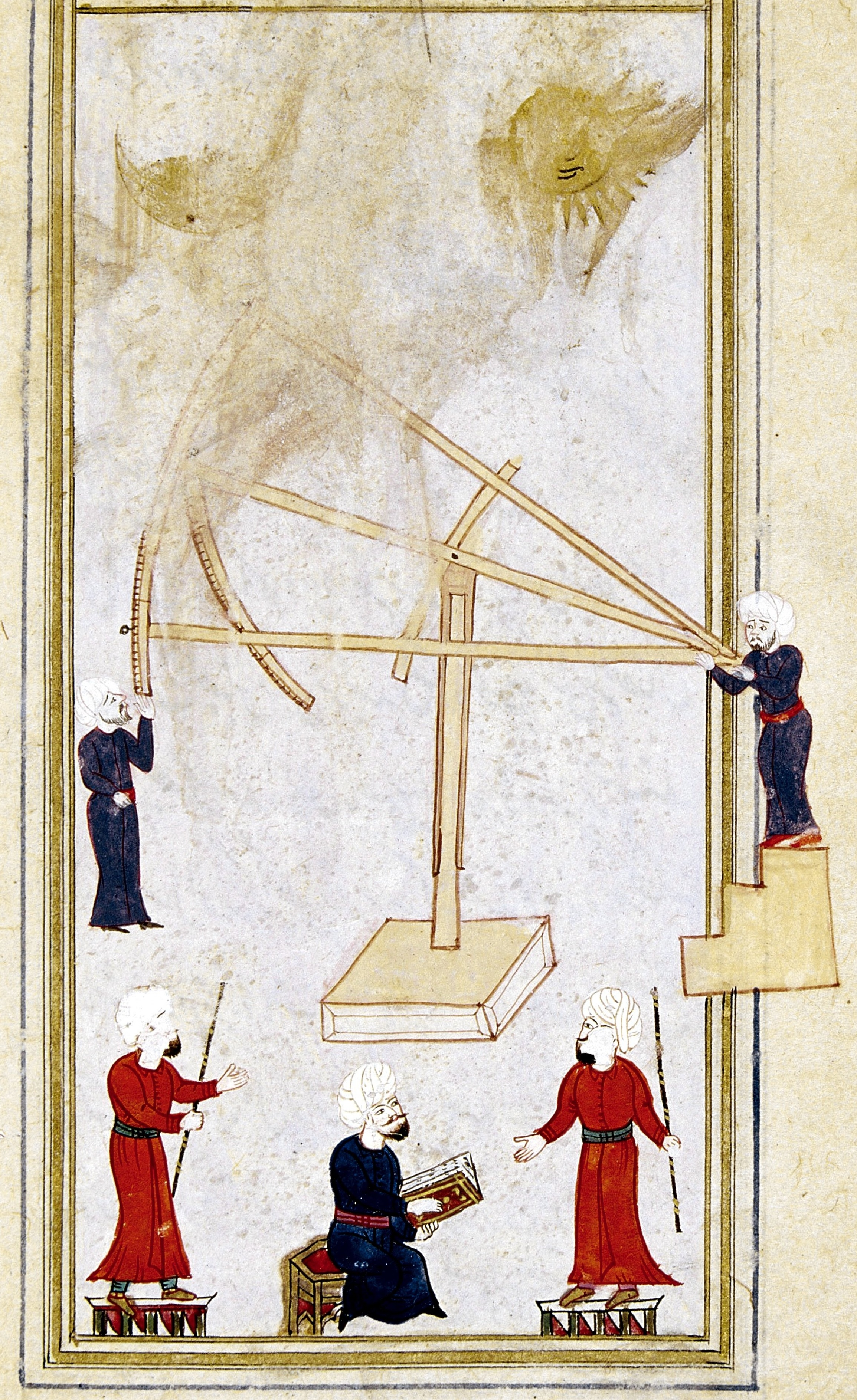
فلكيون في رصدخانه تقي الدين - بينهم منجم باشي.

المنجم باشي هو موظف في القصر السلطاني العثماني من المنسوبين لرجال العلم.
كانت وظيفتهم اختيار الوقت المناسب لإعلان جلوس السلطان أو إعلان الحرب أو إعطاء الختم للصدر الأعظم أو إنزال السفن إلى البحر، ويستندون في هذه القرارات إلى الحسابات الفلكية. كما أن القيام بإعداد التقويم السنوي كان من وظيفتهم.

## مواضيع متعلقة
- أحمد منجم باشي